# Ohms lag

Linjärt samband enligt Ohms lag mellan spänning och ström för ett motstånd på 5 kilo-ohm

Ohms lag beskriver förhållandet mellan elektrisk spänning, elektrisk resistans och elektrisk ström för en linjär resistor. Den är uppkallad efter den tyske fysikern Georg Ohm som i boken Die galvanische Kette mathematisch bearbeitet år 1827 lade fram belägg för förhållandet mellan de nämnda elektriska storheterna.
Den elektriska spänningen U över en resistans är proportionell mot den elektriska strömmen I:
{\displaystyle U=R\cdot I}
Sambandet kan också formuleras som : 
{\displaystyle I={\frac {U}{R}}}
eller 
{\displaystyle R={\frac {U}{I}}}
där
U = Spänning [V] - (U härrör från tyskans Unterschied som betyder skillnad det vill säga potentialskillnad)

I = Ström [A] - (I härrör från franskans intensité de courant det vill säga strömstyrka)

R = Resistans [Ω]

För icke-linjära resistorer är R inte konstant utan en funktion av spänning, ström, ljus, värme eller någon annan faktor.
För likspänning och medelvärdesbildade växelstorheter, effektivvärden, gäller:
{\displaystyle P=U\cdot I\quad }
där
P = Effekt [W] - (från engelskans power)

U = Spänningens effektivvärde [V]

I = Strömmens effektivvärde [A]

Ohms lag gäller för likström och likspänning. För växelspänning tillkommer en induktiv eller kapacitiv komponent förutom den resistiva och förhållandet mellan spänning och ström anges i stället med en impedans Z:
{\displaystyle U=Z\cdot I}
Om en elektrisk komponent som påförs en växelspänning inte orsakar fasförskjutning mellan spänning och ström, beter sig komponenten som en resistor enligt Ohms lag. Med effektlagen (1) kan effekten som utvecklas i den elektriska komponenten beräknas om enbart strömstyrka och resistans är kända.